# Премія «Сезар» за найкращий дизайн костюмів
Премія «Сезар» за найкращий дизайн костюмів (фр. César des meilleurs costumes) — одна з нагород Академії мистецтв та технологій кінематографа Франції у рамках національної кінопремії «Сезар», яку присуджують починаючи з 10-ї церемонії у 1985 році.

## Лауреати та номінанти
Імена переможців виділено окремим кольором

### 1985–1990
| Церемонія   | Художник(и) по костюмах                            | Фільм                                                                    |
| ----------- | -------------------------------------------------- | ------------------------------------------------------------------------ |
| 10-а (1985) | • Івонн Сассіно Де Нель (Yvonne Sassinot de Nesle) | «Кохання Свана»                                                          |
| 10-а (1985) | • Енріко Джоб (Enrico Job)                         | «Кармен»                                                                 |
| 10-а (1985) | • Розін Деламар та Корін Жоррі                     | «Форт Саган»                                                             |
| 11-а (1986) | • Ольга Берлуті и Катрін Горн-Ахджян               | «Гарем»                                                                  |
| 11-а (1986) | • Крістіан Діор та Елізабет Таверньє               | «Залізна рука» (Bras de fer (film))                                      |
| 11-а (1986) | • Жаклін Бушар                                     | «Зухвала дівчинка» (L'Effrontée)                                         |
| 11-а (1986) | • Крістіан Гаск (Christian Gasc)                   | «Побачення» (Rendez-vous (film, 1985))                                   |
| 12-а(1987)  | • Ентоні Пауелл                                    | «Пірати»                                                                 |
| 12-а(1987)  | • Катрін Летерр'є (Catherine Leterrier)            | «Мелодрама»                                                              |
| 12-а(1987)  | • Івет Бонне                                       | «Тереза»                                                                 |
| 13-а (1988) | • Жаклін Моро (Jacqueline Moreau)                  | «Пристрасті за Беатріс» (La Passion Béatrice)                            |
| 13-а (1988) | • Корін Жоррі                                      | «До побачення, діти»                                                     |
| 13-а (1988) | • Ольга Берлуті                                    | «Втомившись від війни» (De guerre lasse)                                 |
| 14-а (1989) | • Домінік Борг (Dominique Borg)                    | «Камілла Клодель»                                                        |
| 14-а (1989) | • Івонн Сассіно Де Нель (Yvonne Sassinot de Nesle) | «Шуани»                                                                  |
| 14-а (1989) | • Елізабет Таверньє                                | «Життя — це довга спокійна річка» (La vie est un long fleuve tranquille) |
| 15-а (1990) | • Теодор Піштек                                    | «Вальмон»                                                                |
| 15-а (1990) | • Жаклін Моро (Jacqueline Moreau)                  | «Життя і нічого більшого»                                                |
| 15-а (1990) | • Катрін Летерр'є (Catherine Leterrier)            | «Французька революція»                                                   |

### 1991–2000
| Церемонія   | Художник(и) по костюмах                                        | Фільм                                              |
| ----------- | -------------------------------------------------------------- | -------------------------------------------------- |
| 16-а (1991) | • Франка Скуарчапіно                                           | «Сірано де Бержерак»                               |
| 16-а (1991) | • Аньєс Негре                                                  | «Слава мого батька» (La Gloire de mon père (film)) |
| 16-а (1991) | • Івонн Сассіно де Нель (Yvonne Sassinot de Nesle)             | «Ласнер» (Lacenaire (film))                        |
| 17-а (1992) | • Корінн Жоррі                                                 | «Усі ранки світу»                                  |
| 17-а (1992) | • Валері Поццо ді Боржо                                        | «Делікатеси»                                       |
| 17-а (1992) | • Едіт Весперіні                                               | «Ван Гог»                                          |
| 18-а (1993) | • Сільві Де Сегонзак                                           | «Вечеря» (Le Souper (film, 1992))                  |
| 18-а (1993) | • П'єр-Ів Гайро та Габріелла Пескуччі                          | «Індокитай»                                        |
| 18-а (1993) | • Івонн Сассіно Де Нель (Yvonne Sassinot de Nesle)             | «Коханець»                                         |
| 19-а (1994) | • Каролін Де Вівез, Сільві Ґотреле, Бернадетт Віллар           | «Жерміналь»                                        |
| 19-а (1994) | • Катрін Летерр'є (Catherine Leterrier)                        | «Прибульці»                                        |
| 19-а (1994) | • Франка Скуарчапіно                                           | «Луї, король — дитя» (Louis, enfant roi)           |
| 20-а (1995) | • Мойдель Бікель                                               | «Королева Марго»                                   |
| 20-а (1995) | • Ольга Берлуті та Анн де Логардієре                           | «Фарінеллі-кастрат»                                |
| 20-а (1995) | • Франка Скуарчапіно                                           | «Полковник Шабер»                                  |
| 21-а (1996) | • Крістіан Гаск (Christian Gasc)                               | «Мадам Баттерфляй»                                 |
| 21-а (1996) | • Жан-Поль Готьє                                               | «Місто втрачених дітей»                            |
| 21-а (1996) | • Франка Скуарчапіно                                           | «Гусар на даху»                                    |
| 22-а (1997) | • Крістіан Гаск (Christian Gasc)                               | «Насмішка»                                         |
| 22-а (1997) | • Сільві Де Сегонзак                                           | «Бомарше» (Beaumarchais, l'insolent)               |
| 22-а (1997) | • Аньєс Евейн (Agnès Evein) та Жаклін Моро (Jacqueline Moreau) | «Капітан Конан»                                    |
| 23-я (1998) | • Крістіан Гаск (Christian Gasc)                               | «До бою» (Le Bossu (film, 1997))                   |
| 23-я (1998) | • Домінік Борг (Dominique Borg)                                | «Артемізія»                                        |
| 23-я (1998) | • Жан-Поль Готьє                                               | «П'ятий елемент»                                   |
| 24-а (1999) | • П'єр-Жан Ларрок (Pierre-Jean Larroque)                       | «Лотрек» (Lautrec (film, 1998))                    |
| 24-а (1999) | • Сільві Де Сегонзак                                           | «Дон Жуан» ()                                      |
| 24-а (1999) | • Наталі дю Роскот та Елізабет Таверньє                        | «Вандомська площа»                                 |
| 25-а (2000) | • Катрін Летерр'є (Catherine Leterrier)                        | «Жанна д'Арк»                                      |
| 25-а (2000) | • Каролін де Вівез та Габріелла Пескуччі                       | «Віднайдений час»                                  |
| 25-а (2000) | • Ева-Марія Арно                                               | «Рембрандт» (Rembrandt (film, 1999))               |

### 2001–2010
| Церемонія   | Художник(и) по костюмах                                                                         | Фільм(и)                                          |
| ----------- | ----------------------------------------------------------------------------------------------- | ------------------------------------------------- |
| 26-а (2001) | • Едіт Весперіні та Жан-Даніель Віллермо                                                        | «Доньки короля» (Saint-Cyr (film))                |
| 26-а (2001) | • Олів'є Беріо                                                                                  | «Король танцює»                                   |
| 26-а (2001) | • Івонн Сассіно де Нель (Yvonne Sassinot de Nesle)                                              | «Ватель»                                          |
| 27-а (2002) | • Домінік Борг (Dominique Borg)                                                                 | «Братство вовка»                                  |
| 27-а (2002) | • П'єр-Жан Ларрок (Pierre-Jean Larroque)                                                        | «Роялістка» (L'Anglaise et le Duc)                |
| 27-а (2002) | • Катрін Бушар                                                                                  | «Палата для офіцерів»                             |
| 27-а (2002) | • Мадлен Фонтен (Madeline Fontaine)                                                             | «Амелі»                                           |
| 28-а (2003) | • Філіп Гільотель (Philippe Guillotel), Таніно Лібераторе (Tanino Liberatore) та Флоренс Садане | «Астерікс и Обелікс: Місія „Клеопатра“»           |
| 28-а (2003) | • Паскалін Шаванн                                                                               | «8 жінок»                                         |
| 28-а (2003) | • Анна Б. Шеппард                                                                               | «Піаніст»                                         |
| 29-а (2004) | • Джекі Буден                                                                                   | «Тільки не в губи»                                |
| 29-а (2004) | • Катрін Летерр'є (Catherine Leterrier)                                                         | «Бон вояж!»                                       |
| 29-а (2004) | • Карін Сарфаті                                                                                 | «Месьє N.» (Monsieur N.)                          |
| 30-а (2005) | • Мадлен Фонтен (Madeline Fontaine)                                                             | «Довгі заручини»                                  |
| 30-а (2005) | • П'єр-Жан Ларрок (Pierre-Jean Larroque)                                                        | «Арсен Люпен»                                     |
| 30-а (2005) | • Катрін Бушар                                                                                  | «Подіум»                                          |
| 31-а (2006) | • Каролін де Вівез                                                                              | «Габріель»                                        |
| 31-а (2006) | • Паскалін Шаванн                                                                               | «Сірі душі» (Les Âmes grises (film))              |
| 31-а (2006) | • Елісон Форбс-Мейлер                                                                           | «Щасливого Різдва»                                |
| 32-а (2007) | • Марі-Клод Алто                                                                                | «Леді Чаттерлей»                                  |
| 32-а (2007) | • П'єр-Жан Ларрок (Pierre-Jean Larroque)                                                        | «Тигрові загони» (Les Brigades du Tigre (film))   |
| 32-а (2007) | • Джекі Буден                                                                                   | «Серця»                                           |
| 32-а (2007) | • Мішель Ріше                                                                                   | «Патріоти»                                        |
| 32-а (2007) | • Шарлотта Давід                                                                                | «Агент 117: Каїр — шпигунське гніздо»             |
| 33-я (2008) | • Маріт Аллен (посмертно)                                                                       | «Життя у рожевому кольорі»                        |
| 33-я (2008) | • Корінн Жоррі                                                                                  | «Друге дихання»                                   |
| 33-я (2008) | • Жан-Даніель Віллермо                                                                          | «Жаку-бідняк»                                     |
| 33-я (2008) | • П'єр-Жан Ларрок (Pierre-Jean Larroque)                                                        | «Мольєр»                                          |
| 33-я (2008) | • Жаклін Бушар                                                                                  | «Сімейна таємниця»                                |
| 34-а (2009) | • Мадлен Фонтен (Madeline Fontaine)                                                             | «Серафіна з Санліса»                              |
| 34-а (2009) | • Карін Сарфаті                                                                                 | «Париж! Париж!»                                   |
| 34-а (2009) | • П'єр-Жан Ларрок (Pierre-Jean Larroque)                                                        | «Жінки-агенти»                                    |
| 34-а (2009) | • Вірджинія Монтель                                                                             | «Ворог держави № 1», «Ворог держави № 1: Легенда» |
| 34-а (2009) | • Наталі дю Роскот                                                                              | «Саган» (Sagan (film))                            |
| 35-а (2010) | • Катрін Летерр'є (Catherine Leterrier)                                                         | «Коко до Шанель»                                  |
| 35-а (2010) | • Шаттун (Chattoune) та Фаб                                                                     | «Коко Шанель та Ігор Стравінський»                |
| 35-а (2010) | • Мадлен Фонтен (Madeline Fontaine)                                                             | «Невдахи»                                         |
| 35-а (2010) | • Шарлотта Давід                                                                                | «Агент 117: Місія в Ріо»                          |
| 35-а (2010) | • Вірджинія Монтель                                                                             | «Пророк»                                          |

### 2011–2020
| Церемонія   | Художник по костюмам                             | Фільм                                            |
| ----------- | ------------------------------------------------ | ------------------------------------------------ |
| 36-а (2011) | • Каролін де Вівез                               | «Принцеса де Монпансьє»                          |
| 36-а (2011) | • Олів'є Беріо                                   | «Надзвичайні пригоди Адель»                      |
| 36-а (2011) | • Паскалін Шаванн                                | «Відчайдушна домогосподарка»                     |
| 36-а (2011) | • Алексія Крісп-Джонс                            | «Турне»                                          |
| 36-а (2011) | • Маріель Робо                                   | «Про людей і богів»                              |
| 37-а (2012) | • Анаїс Ромон                                    | «Будинок терпимості»                             |
| 37-а (2012) | • Катрін Баба                                    | «Моя маленька принцеса»                          |
| 37-а (2012) | • Марк Бріджес (Mark Bridges (costume designer)) | «Артист»                                         |
| 37-а (2012) | • Крістіан Гаск (Christian Gasc)                 | «Жінки з 6-го поверху» (Les Femmes du 6e étage)  |
| 37-а (2012) | • Віоріка Петровічі                              | «Джерело» («Жіноче джерело»)                     |
| 38-а (2013) | • Крістіан Гаск (Christian Gasc)                 | «Прощавай, моя королево»                         |
| 38-а (2013) | • Паскалін Шаванн                                | «Августина» (Augustine (film))                   |
| 38-а (2013) | • Мадлен Фонтен (Madeline Fontaine)              | «Камілла роздвоюється»                           |
| 38-а (2013) | • Мімі Лемпіка                                   | «Мій шлях»                                       |
| 38-а (2013) | • Шарлотта Давід                                 | «Кохання на кінчиках пальців» (Populaire (film)) |
| 39-а (2014) | • Паскалін Шаванн                                | «Ренуар. Останнє кохання»                        |
| 39-а (2014) | • Флоранс Фонтен                                 | «Піна днів»                                      |
| 39-а (2014) | • Мадлен Фонтен (Madeline Fontaine)              | «Неймовірна подорож містера Співета»             |
| 39-а (2014) | • Олів'є Беріо                                   | «Я, знову я та мама»                             |
| 39-а (2014) | • Аніна Дінер                                    | «Міхаель Кольхаас»                               |
| 40-а (2015) | • Анаїс Ромон                                    | «Святий Лоран. Страсті великого кутюр'є»         |
| 40-а (2015) | • П'єр-Ів Геро                                   | «Красуня і чудовисько»                           |
| 40-а (2015) | • Карін Сарфаті                                  | «Француз» (La French)                            |
| 40-а (2015) | • Паскалін Шаванн                                | «Нова подружка»                                  |
| 40-а (2015) | • Мадлен Фонтен (Madeline Fontaine)              | «Ів Сен-Лоран»                                   |
| 41-а (2016) | • П'єр-Жан Ларрок                                | «Маргарита»                                      |
| 41-а (2016) | • Анаїс Ромон                                    | «Щоденник покоївки»                              |
| 41-а (2016) | • Селін Созен                                    | «Мустанг»                                        |
| 41-а (2016) | • Катрін Летерр'є                                | «Запах мандарина»                                |
| 41-а (2016) | • Наталі Рауль                                   | «Три спогади моєї юності»                        |
| 42-а (2017) | • Анаїс Ромон                                    | «Танцівниця»                                     |
| 42-а (2017) | • Катрін Летерр'є                                | «Ілюзія кохання»                                 |
| 42-а (2017) | • Мадлен Фонтен                                  | «Життя»                                          |
| 42-а (2017) | • Паскалін Шаванн                                | «Франц»                                          |
| 42-а (2017) | • Александра Шарль                               | «Моя краля»                                      |
| 43-я (2018) | • Мімі Лемпіка                                   | «До побачення там, нагорі»                       |
| 43-я (2018) | • Катрін Бушар                                   | «Обіцянка на світанку»                           |
| 43-я (2018) | • Ізабель Паннетьє                               | «120 ударів на хвилину»                          |
| 43-я (2018) | • Анаїс Ромон                                    | «Берегині»                                       |
| 43-я (2018) | • Паскалін Шаванн                                | «Барбара»                                        |
| 44-а (2019) | • П'єр-Жан Ларрок                                | «Мадемуазель де Жонк'єр»                         |
| 44-а (2019) | • Пєрр-Ів Ґеро                                   | «Імператор Парижа»                               |
| 44-а (2019) | • Мілена Канонеро                                | «Брати Сістерс»                                  |
| 44-а (2019) | • Анаїс Ромон та Серджо Балло                    | «Біль»                                           |
| 44-а (2019) | • Анаїс Ромон                                    | «Один король — одна Франція»                     |